# 穆日耶沃
48°10′49″N 22°42′21″E / 48.18028°N 22.70583°E

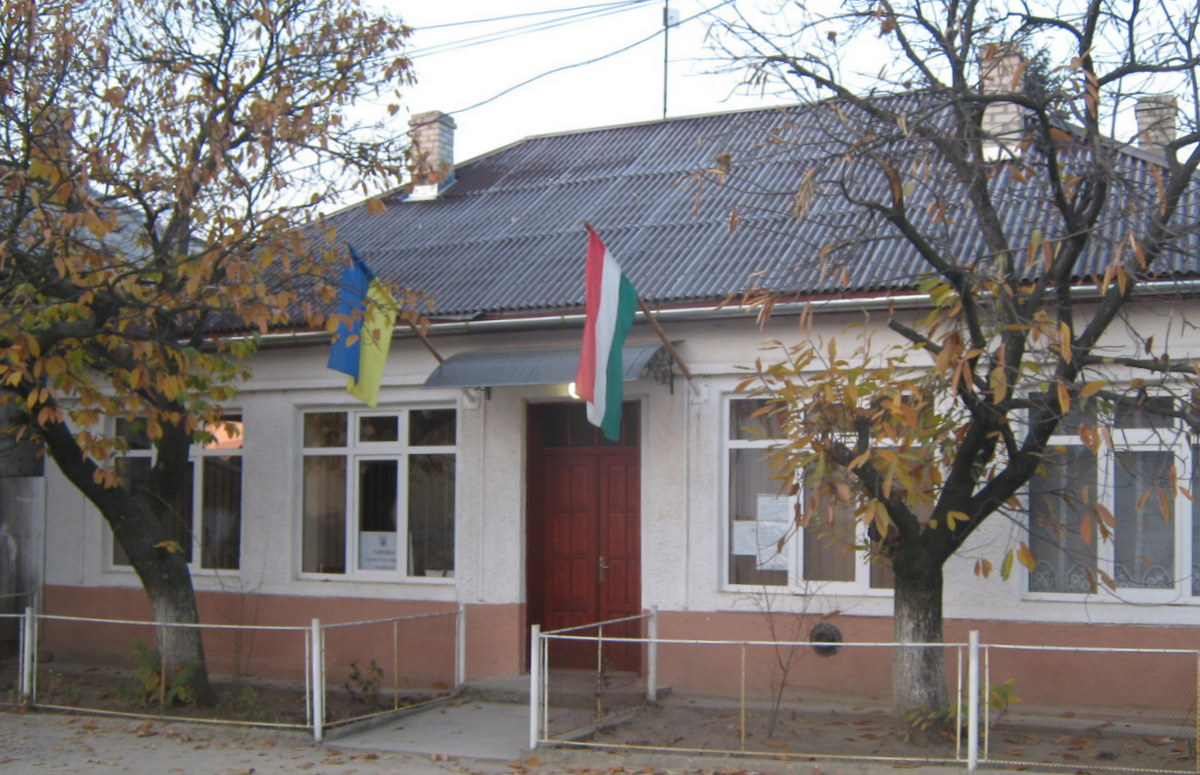
村議會

穆日耶沃（羅馬化：Muzhiievo）是烏克蘭西部的村莊，隸屬外喀爾巴阡州的貝雷霍韋區。該村面積1.12平方公里，海拔高度118米，2001年人口2,086，人口密度每平方公里1,862.5人。